# Yuan Wemyss
Yuan Wemyss (* 14. Januar 1976 in Wuhan, verheiratete Rita Pickering) ist eine schottische Badmintonspielerin chinesischer Herkunft. Seit 2007 startet sie wieder unter ihrem Geburtsnamen Yuan Gao resp. Rita Yuan Gao.

## Karriere
Yuan Wemyss gewann mehrfach die schottischen Einzelmeisterschaften. International war sie unter anderem bei den Welsh International, den Portugal International, den Peru International, den Iceland International und den Slovak International erfolgreich.

## Sportliche Erfolge
| Saison    | Veranstaltung                     | Disziplin   | Platz | Name                           |
| --------- | --------------------------------- | ----------- | ----- | ------------------------------ |
| 2001      | Scottish Open                     | Damendoppel | 1     | Sandra Watt / Yuan Wemyss      |
| 2001      | Schottland: Einzelmeisterschaften | Damendoppel | 1     | Rita Pickering / Sandra Watt   |
| 2001      | Dutch International               | Damendoppel | 2     | Yuan Wemyss / Sandra Watt      |
| 2002      | Scottish Open                     | Damendoppel | 1     | Kirsteen McEwan / Yuan Wemyss  |
| 2002      | Slovak International              | Damendoppel | 1     | Kirsteen McEwan / Yuan Wemyss  |
| 2002      | Iceland International             | Damendoppel | 1     | Kirsteen McEwan / Yuan Wemyss  |
| 2002      | Schottland: Einzelmeisterschaften | Damendoppel | 1     | Sandra Watt / Yuan Wemyss      |
| 2002      | Schottland: Einzelmeisterschaften | Dameneinzel | 1     | Yuan Wemyss                    |
| 2002      | Schottland: Einzelmeisterschaften | Mixed       | 1     | Craig Robertson / Yuan Wemyss  |
| 2004      | Scottish Open                     | Dameneinzel | 1     | Yuan Wemyss                    |
| 2004      | Welsh International               | Damendoppel | 1     | Petya Nedelcheva / Yuan Wemyss |
| 2004      | Schottland: Einzelmeisterschaften | Mixed       | 1     | Craig Robertson / Yuan Wemyss  |
| 2004      | Schottland: Einzelmeisterschaften | Dameneinzel | 1     | Yuan Wemyss                    |
| 2004      | Schottland: Einzelmeisterschaften | Damendoppel | 1     | Kirsteen McEwan / Yuan Wemyss  |
| 2004/2005 | EBU Circuit                       | Dameneinzel | 1     | Yuan Wemyss                    |
| 2005      | Miami PanAm International         | Dameneinzel | 1     | Yuan Wemyss                    |
| 2005      | Schottland: Einzelmeisterschaften | Dameneinzel | 1     | Yuan Wemyss                    |
| 2005      | Schottland: Einzelmeisterschaften | Damendoppel | 1     | Sandra Watt / Yuan Wemyss      |
| 2005      | Peru International                | Dameneinzel | 1     | Yuan Wemyss                    |
| 2005      | Portugal International            | Dameneinzel | 1     | Yuan Wemyss                    |
| 2006      | Portugal International            | Dameneinzel | 1     | Yuan Wemyss                    |
| 2006      | Schottland: Einzelmeisterschaften | Damendoppel | 1     | Michelle Douglas / Yuan Wemyss |
| 2007      | Schottland: Einzelmeisterschaften | Dameneinzel | 1     | Yuan Gao                       |
| 2007      | Schottland: Einzelmeisterschaften | Damendoppel | 1     | Susan Hughes / Yuan Gao        |